# Иоанникий (Васильев)
Иоанникий (в миру Ипатий Васильев; 1784—1851) — схимонах Русской православной церкви.

## Биография
Ипатий Васильев родился 2 февраля 1784 года в семье крепостного крестьянина села Копычева, Коломенского уезда Московской губернии. С молодости отличался благочестием; самостоятельно выучился читать по часослову и псалтырю.
С одним из своих знакомых он побывал в городе Киеве, затем, отыскав уединенное место на берегу реки Днепр, вырыл себе пещеру и поселился там со своим спутником; но последний вскоре скончался и Ипатий вернулся в родные места.
Скоро он затем поступил в Голутвин Коломенский монастырь работником; в 1825 году был принят в число братии и 13 августа 1829 года был пострижен в монашество с именем Ионы. Через десять лет удалился в уединенную келью и жил глубоким отшельником, постником, истинным аскетом; молва о его святой жизни привлекала к нему множество людей, искавших духовного утешения и совета. Его нравственное влияние было очень велико в тех местах и много рассказов ходило о совершившихся по его молитве чудесах. 21 августа 1836 года принял схиму с именем Иоанникия.
Иоанникий Васильев умер 10 марта 1851 года.